# Pavel Matiash
Pavel Viktorovich Matyash (russo: Павел Матяш) (11 de julho de 1987) é um jogador de futebol do Quirguistão que joga para o Maziya.

## Carreira
Matyash começou sua carreira como um guarda-redes de terceira corda para Dordoi Bishkek, aparecendo em jogos de copa.
Em julho de 2015, Matyash assinou com o clube maldivo Maziya S & RC em um contrato até 12 de novembro de 2015, com a opção de uma extensão. Em fevereiro de 2016, Matyash assinou um contrato de um ano com o Mali UiTM FC.

## Nome
O apelido de Matyash (Матяш em russo) tem várias maneiras de ser transliterado a partir de sua ortografia original no alfabeto cirílico russo para o alfabeto latino. Matiash é a ortografia utilizada em todo o passaporte do jogador e outros documentos oficiais. Também foi adotado pela FIFA e é a ortografia preferida na maioria das publicações em inglês (embora o Matyash também seja usado em outros lugares).[carece de fontes?]

## Clubes da carreira
- Dordoi Bishkek
- FK Alga Bishkek
- Maziya

## Títulos
FK Dordoi
- Top Liga (5); 2007, 2008, 2009, 2011, 2012
- Copa do Quirguistão (3): 2008, 2010, 2012
- Super Copa da Quirguistão (3): 2012, 2013, 2014
- Copa dos Presidentes da AFC (2): 2006, 2007
- Vice-Campeão da Copa dos Presidentes da AFC (3): 2008, 2009, 2010

Maziya
- Copa do Presidente (Maldivas): 2015

Quirguistão
- Nehru Cup 3º lugar: 2009

Individual
- Melhor goleiro da Top Liga  (2): 2011, 2013